# Kučín (district de Vranov nad Topľou)
Kučín est un village de Slovaquie situé dans la région de Prešov.

## Histoire
Première mention écrite du village en 1335.

## Démographie

### Évolution de la population
| Année:               | 1994. | 2004.    | 2014.   | 2024.   |
| -------------------- | ----- | -------- | ------- | ------- |
| Nombre de personnes: | 399   | 493      | 525     | 536     |
| Différence:          |       | +23,55 % | +6,49 % | +2,09 % |

| Année:               | 2023. | 2024.   |
| -------------------- | ----- | ------- |
| Nombre de personnes: | 539   | 536     |
| Différence:          |       | -0,55 % |